# Karel Jan z Trauttmansdorffu
Karel Jan Nepomuk Ferdinand kníže z Trauttmansdorff-Weinsbergu, po roce 1918 jen Trauttmansdorff-Weinsberg (německy Karl / Carl Johann Nepomuk Ferdinand Fürst von Trauttmansdorff-Weinsberg; 5. září 1845 Oberwaltersdorf, Dolní Rakousy – 9. listopadu 1921 Horšovský Týn) byl rakouský šlechtic a velkostatkář v Čechách. Byl dědičným členem rakouské Panské sněmovny a poslancem českého zemského sněmu, nositelem Řádu zlatého rouna a několika dalších vyznamenání. Vlastnil několik velkostatků v západních a východních Čechách (Horšovský Týn, Jičín), jeho hlavním sídlem byl zámek Horšovský Týn, který nechal koncem 19. století přestavět a později zde několikrát hostil britského krále Eduarda VII.

## Životopis

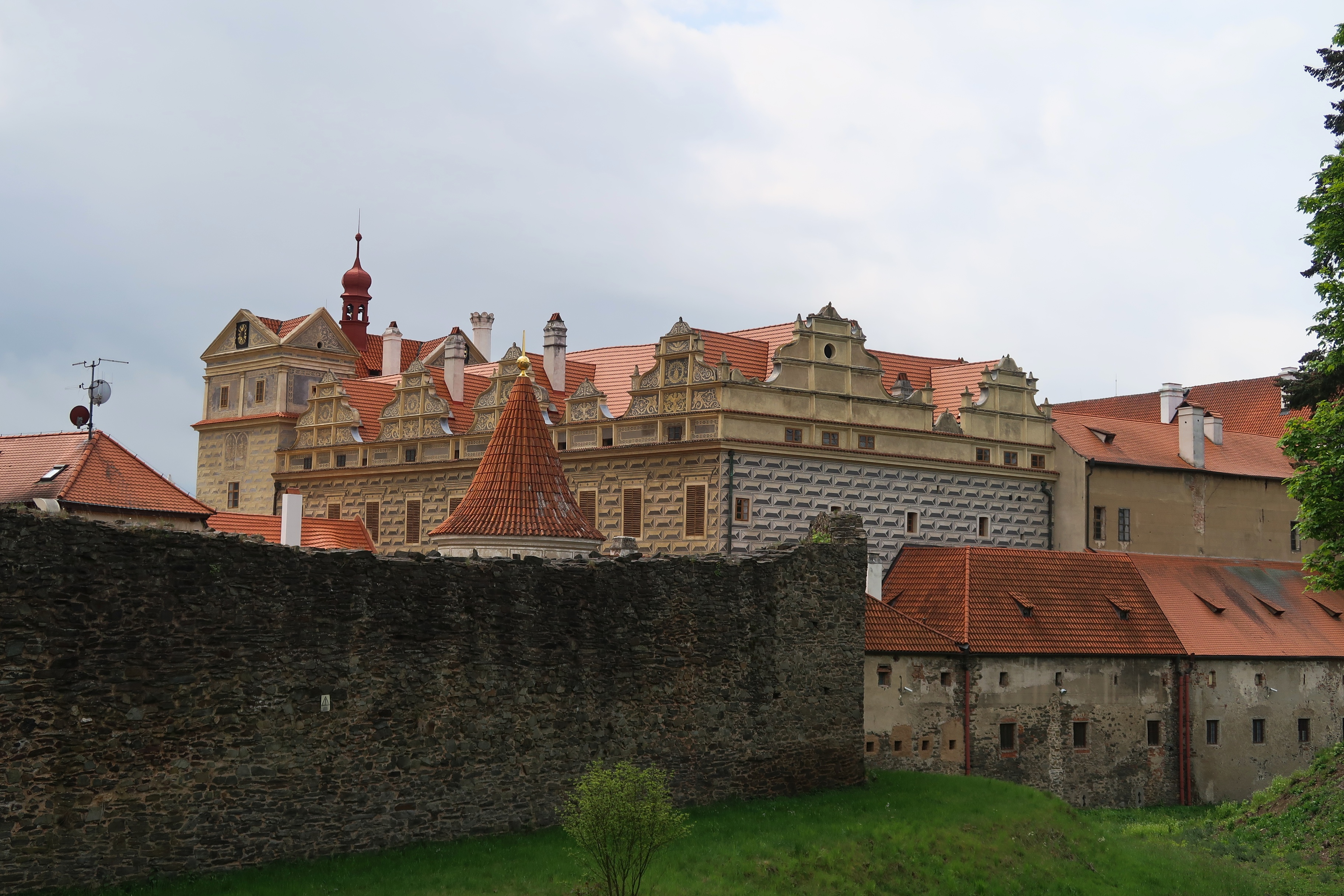
Zámek Horšovský Týn, hlavní rodové sídlo Trauttmansdorffů

Pocházel ze starého šlechtického rodu Trauttmansdorffů, narodil se na zámku Oberwaltersdorf v Dolním Rakousku jako starší syn knížete Ferdinanda Jáchyma z Trauttmansdorffu (1803–1859) a jeho manželky Anny, rozené princezny z Lichtenštejna (1820–1900), která později jako vdova sídlila na zámku v Hostouni. Po otci zdědil v roce 1859 rodový majetek v Čechách a Rakousku, do doby plnoletosti zajišťovali správu poručníci. Jako hlava rodu užíval titul knížete s nárokem na oslovení Jasnost (Durchlaucht). Po zřízení říšské rady mu jako držiteli fideikomisu bylo uděleno dědičné členství v rakouské Panské sněmovně, fakticky se jejím členem stal až po dosažení zletilosti. V roce 1872 byl jmenován c. k. komořím, později se stal také tajným radou. Za velkostatkářskou kurii byl též poslancem českého zemského sněmu (1883–1885 a 1902–1913). V roce 1907 obdržel Řád zlatého rouna a v roce 1917 získal velkokříž Řádu Františka Josefa, byl též čestným rytířem Maltézského řádu. Mezi jeho soukromé zájmy patřil lov a uvádí se, že patřil k nejlepším střelcům v monarchii. V letech 1907–1921 byl předsedou střeleckého spolku ve Vídni. V souvislosti s lovem se věnoval také chovu koní nebo sběratelství. Obchodoval též na burze a kvůli neuváženým transakcím byl v roce 1890 dočasně pod vnucenou správou. Zemřel na zámku v Horšovském Týně, je pohřben v rodinné hrobce pod kostelem sv. Anny v Horšovském Týně.

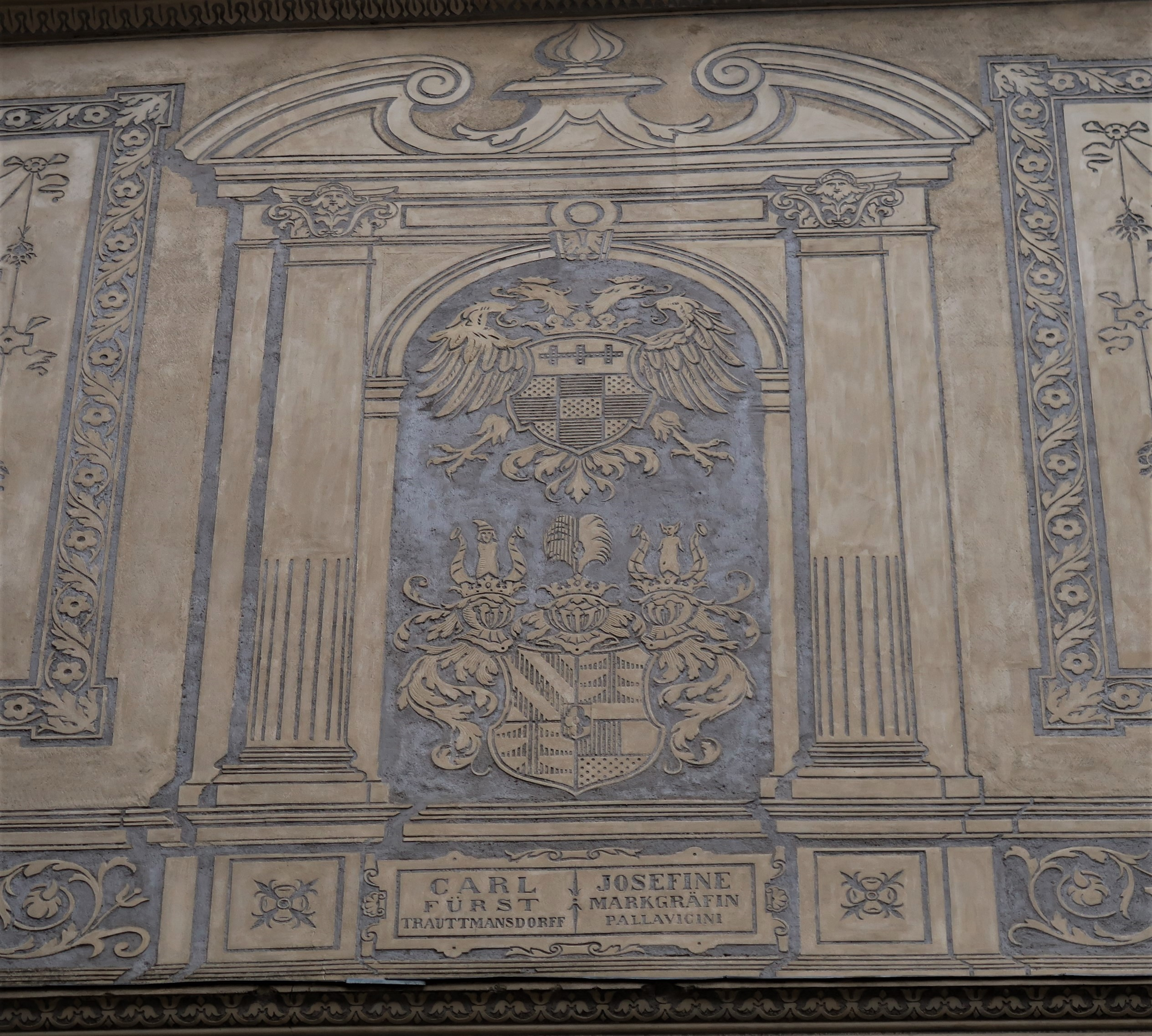
Erb knížete Karla Trauttmasndorffa a jeho manželky Josefíny na nádvorní fasádě zámku Horšovský Týn

Vlastnil rozsáhlý majetek v západních a východních Čechách, ve Vídni rodina sídlila v paláci v ulici Herrengasse 21. Svůj rodný zámek Oberwaltersdorf prodal v roce 1898. Na Domažlicku mu patřil velkostatek Horšovský Týn spolu s dalšími připojenými statky (Hostouň, Čečovice), ve východních Čechách byl jeho majetkem spojený velkostatek Kumburk-Úlibice, ke kterému patřil také zámek Jičín nebo hrad Pecka. Zámek v Jičíně byl v té době již jen sídlem správy velkostatku, část budov byla pronajímána státním úřadům. Celková rozloha pozemků činila přibližně 17 000 hektarů půdy, hodnota majetku byla k roku 1868 vyčíslena na dva a půl miliónu zlatých.  Zámek v Horšovském Týně prošel v letech 1880–1896 rekonstrukcí podle projektu Josefa Schulze. Schulzův projekt včetně obnovy sgrafit měl zámku vrátit podobu z doby renesance, celkové úpravy ale byly podřízeny modernizačním požadavkům z konce 19. století. V Horšovském Týně několikrát hostil britského krále Eduarda VII. během jeho pobytů v Mariánských Lázních. Eduard VII. byl účastníkem honů v Horšovském Týně celkem čtyřikrát (1904, 1906, 1907, 1908) a Karel z Trauttmansdorffu díky tomu obdržel také britský Řád královny Viktorie.

## Rodina

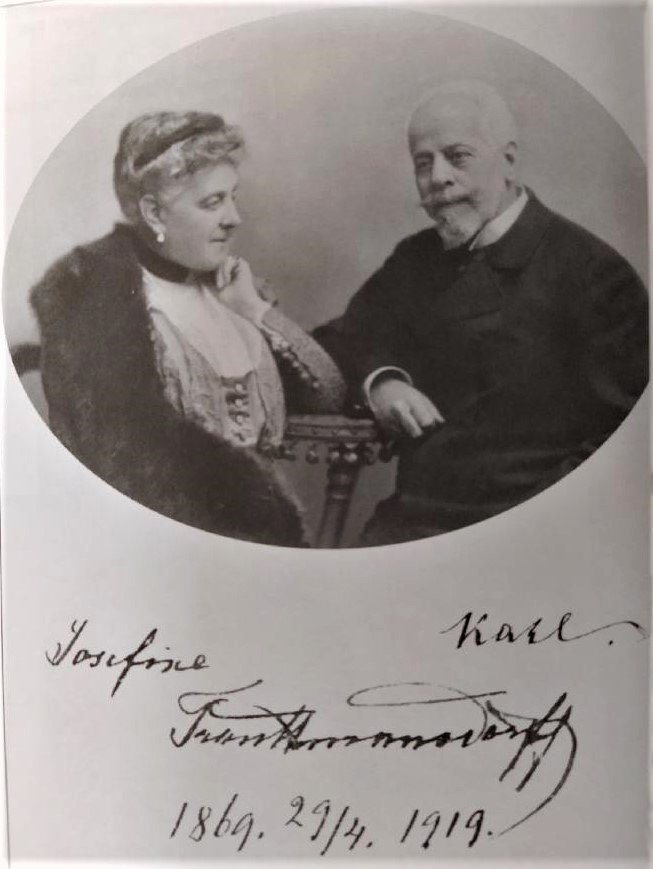
Fotografie knížete Karla z Trauttmansdorffu a jeho manželky Josefíny pořízená v roce 1919 při příležitosti výročí zlaté svatby

V roce 1869 se ve Vídni oženil s markraběnkou Josefínou Pallaviciniovou (1849–1923), dcerou Alfonse Pallaviciniho z původně italské rodiny usazené na Moravě a v Čechách. Josefína byla c. k. palácovou dámou a dámou Řádu hvězdového kříže, v Horšovském Týně se angažovala v charitě. Z jejich manželství se narodilo pět dětí, nejstarší mužský potomek Ferdinand zemřel ještě před otcem za první světové války.
- 1. Terezie (9. února 1870, Oberwaltersdorf, Dolní Rakousy – 12. srpna 1945, Neunkirchen), c.k. palácová dáma, dáma Řádu hvězdového kříže, manžel 1889 Jan Nepomuk kníže ze Schwarzenbergu (29. května 1860, Vídeň – 1. října 1938, tamtéž), c. k. tajný rada, komoří, poslanec českého zemského sněmu a říšské rady, dědičný člen rakouské panské sněmovny, rytíř Řádu zlatého rouna, majitel velkostatků Český Krumlov, Třeboň, Hluboká nad Vltavou atd.
- 2. Ferdinand Alfons (13. ledna 1871, Oberwaltersdorf, Dolní Rakousy – 18. září 1915), c. k. komoří, státní úředník, poslanec říšské rady, jako dobrovolník v armádě zemřel na úplavici v ruské části Polska, manželka 1895 Marie Gabriela princezna ze Schwarzenbergu (2. října 1869, Orlík – 20. března 1931, Horšovský Týn)
- 3. Karel (5. února 1872, Oberwaltersdorf, Dolní Rakousy – 1. dubna 1951, zámek Weissenegg, Štýrsko), c. k. komoří, diplomat, manželka 1905 Marie Vilemína princezna z Auerspergu (15. ledna 1880, Vídeň – 6. května 1960, tamtéž)
- 4. Marie Anna (27. května 1873, Oberwaltersdorf, Dolní Rakousy – 24. července 1948), manžel 1907 Ludvík Gaston Sasko-Koburský (15. září 1870, Ebenthal in Kärnten – 23. ledna 1942, Innsbruck), německý princ z dynastie Koburků, vnuk brazilského císaře Pedra II., důstojník rakousko-uherské armády
- 5. Gabriela Marie (28. června 1876, Oberwaltersdorf, Dolní Rakousy – 16. května 1952, Gräfelfing, Bavorsko), c.k. palácová dáma, dáma Řádu hvězdového kříže, manžel 1908 Jindřich svobodný pán Koc z Dobrše (9. března 1880, Újezd Svatého Kříže – 18. listopadu 1956, Gräfelfing, Bavorsko), c. k. komoří, čestný rytíř Maltézského řádu, majitel velkostatku Újezd Svatého Kříže

Karlův mladší bratr Ferdinand (1855–1928) vlastnil na Moravě velkostatek Hostim. Mezi jeho švagry byli hrabě Otto Abensperg-Traun (1848–1899), nejvyšší hofmistr následníka trůnu arcivévody Františka Ferdinanda d'Este, hrabě Viktor Pavel Chorinský z Ledské (1838–1901), majitel velkostatku Veselí nad Moravou nebo uherský kníže Pavel IV. z Esterházy (1843–1898). Díky své manželce Josefíně byl Karel z Trauttmansdorffu také švagrem knížete Karla Paara (1834–1917), majitele velkostatku Bechyně.